# پاتریک گدس

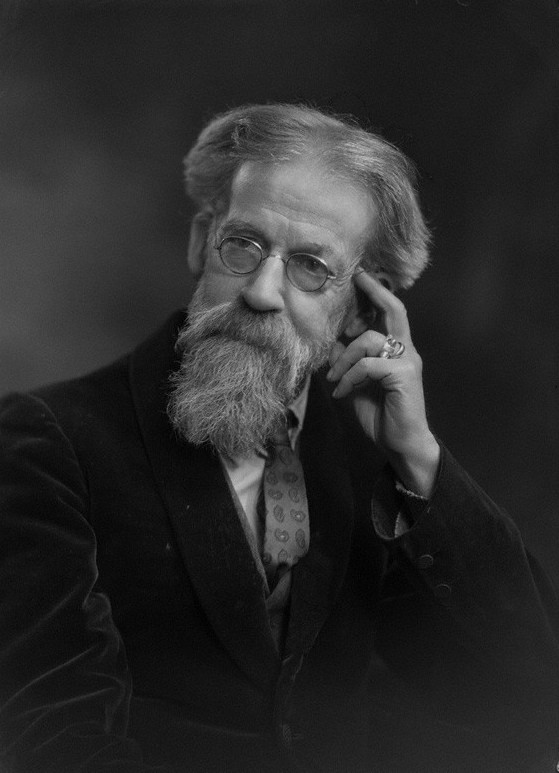
نگارهٔ پاتریک گدس، طبیعی‌دان و جامعه‌شناس - ۱۹۳۱

سِر پاتریک گدس (به انگلیسی: Patrick Geddes) (زاده ۲ اکتبر ۱۸۵۴ - درگذشتهٔ ۱۷ آوریل ۱۹۳۲)، زیست‌شناس، جامعه‌شناس، انسان‌شناس و برنامه‌ریز شهری اهل اسکاتلند بود. او به عنوان یک زیست‌شناس و برنامه‌ریز، برخوردی ارگانیک با شهر داشته و بیشتر بر روابط متقابل شهر و روستا تمرکز داشت؛ از این رو گدس را به عنوان یکی از پایه‌گذاران علم برنامه‌ریزی منطقه‌ای به‌شمار می‌آورند. همچنین وی یکی از بنیان‌گذاران برنامه‌ریزی فیزیکی به حساب می‌آید چرا که تأکید وی بر کاربری زمین در شهرها بوده‌است. او در زمان خود پیروان زیادی همچون لوییز مامفورد و سر پاتریک ابرکرامبی داشته‌است.

## مفاهیم شهرسازی یا انتقاداتی که امروز سنتی گشته‌اند از پاتریک گدس به جای مانده‌است. مفاهیمی از قبیل
- شهر –منطقه (Conurbation): این واژه توسط پاتریک گدس برای نامیدن مجموعه‌های زیستی شهری ابداع شده‌است که تحت تأثیر و کشش یک شهر بزرگ منطقه را اشغال می‌کنند.
- نظریه وحدت شهر و محیط طبیعی آن

## روش کار پاتریک گدس بر پایه سه گام بود
- برداشته و پیمایش منطقه ای
- تجزیه و تحلیل ویژگی‌ها گرایش‌های موجود شهر و منطقه
- ارائهٔ طرحی واقع گرا

پاتریک گدس همچنین خاطرنشان ساخت که ارگانیسم شهری را می‌باید «تجمعی بشری» دانست که در روند تحول خود، همواره از محیط‌های دور و نزدیک خویش متأثر است. پاتریک گدس بر پایه باور به نظریه تکامل انواع، نظریه تکامل شهرها را پیش نهاد. تحلیل او از تکامل تدریجی شهرها وی را به سوی استنتاجی نو رهنمون ساخت.

## پاتریک گدس نظریه تکامل تدریجی شهرها را در ۶ مرحله بیان نمود
- مرحله نخست- نوزاد شهر (ائوپولیس): که در حقیقت شهر در آن یک جامعه ی شبه روستایی است.
- مرحله دوم- شهر (پولیس): که با آمیزش و اجتماعِ روستاها و بر اساس روش دفاعی ای مناسب برای حفظ شهر و ساکنان پیرامون آن پدیدار می‌شود.
- مرحله سوم- مادر شهر (متروپولیس): در این مرحله شهر در ناحیه معینی نسبت به شهرهای دیگر از جهت رشد پیشی گرفته و در این مرحله «مادر شهر» ،با تضاد جامعه شهری و برخوردهای طبقاتی روبرو است و در عین‌حال دارای بنیادهای مالی و اداری معتبری نیز می‌باشد.
- مرحله چهارم- کلانشهر (مگاپولیس): در این دوره، مادرشهر ،در پی تأثیرِ تکامل اقتصادی و افزونیِ ثروت و قدرتِ حکومت ،رشدِ شگفت‌انگیزی می‌یابد که در واقع دوره پیش از زوال شهری است.
- مرحله پنجم- مستبد شهر (تیرانوپولیس): در این مرحله رفتارهای فردی و اجتماعی در شهر به مرحله تحمل ناپذیری رسیده و شهر، انگلی درون ناحیه و کشور شمرده می‌شود.
- مرحله ششم- آخرین مرحله – مرده شهر (نگروپولیس): در پی گسترش جنگ و بیماری و قحطی در این مرحله، شهر دیگر یارای ماندن نداشته و از پای می‌افتد و در این هنگام شهر در واقع به گورگاه تمدن بشری تبدیل می‌شود.